# Nicola Imbriaco
Nicola Imbriaco (Vallo della Lucania, 12 settembre 1929) è un politico italiano.

## Biografia
Medico, esponente del Partito Comunista Italiano. Nel 1970 viene eletto consigliere regionale in Campania, venendo confermato anche nel 1975 e nel 1980.
Nel 1983 viene eletto al Senato della Repubblica, confermando il proprio seggio a Palazzo Madama anche dopo le elezioni del 1987. Dopo la svolta della Bolognina aderisce al Partito Democratico della Sinistra, che rappresenta al Senato fino al 1992.
Negli anni Duemila è vice-presidente dell'associazione ex consiglieri regionali della Campania